# Hugo I Trwożliwy
Hugo I Trwożliwy (zm. 20 października 837) – hrabia Sundgau i Tours, syn Lutfryda II i Hiltrudy.
Jego żoną była niejaka Ava, nieznanego bliżej pochodzenia. Jej imię znane jest z testamentu jej zięcia Girarda II z Vienne. Z tego małżeństwa pochodziło sześcioro dzieci:
- Ermengarda (zm. 20 marca 851) – żona cesarza Lotara I,
- Adelajda (zm. po 866) – żona hrabiego Paryża Konrada I,
- Lutfryd III (zm. między 864 a 866),
- Berta (zm. zapewne 6 listopada 877) – żona hrabiego Girarda II z Vienne,
- Hugo (zm. przed 25 stycznia 835),
- Berengar (zm. 838).

Hugo I Trwożliwy został pochowany w Monzy.